# 下科雷姆斯克區

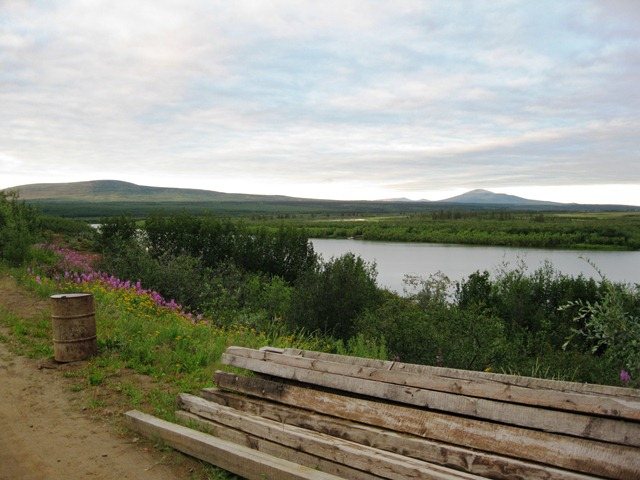

71°25′N 136°10′E / 71.417°N 136.167°E
下科雷姆斯克區（俄语：Нижнеколымский район），是俄羅斯的一個區，位於該國東部。由薩哈共和國負責管轄，始建於1931年5月20日，面積87,100平方公里，2010年人口4,664，人口密度每平方公里0.05人。